# Dicranomyia cubitalis
Dicranomyia cubitalis là một loài ruồi trong họ Limoniidae. Chúng phân bố ở miền Australasia.